# 書劍恩仇錄 (1987年電影)
《書劍恩仇錄》:88，又名《江南書劍情》，是1987年上映的一部香港與中國內地合拍古裝武俠電影，改編自金庸的同名小說，由許鞍華執導，達式常、張多福等主演。本片為1988年第十二屆香港國際電影節推介電影及2000年第廿四屆香港國際電影節專題回顧作品。2011年，本片獲香港康樂及文化事務署香港電影資料館推選為「百部不可不看的香港電影」之一:88。本片分上下兩集上映，下集名為《香香公主》（中國內地名為《戈壁恩仇錄》）。

## 故事大綱
西北的反清組織紅花會總舵主于萬亭（王洪濤飾）掌握了一個關於乾隆帝身世的重大秘密，被乾隆（達式常飾）派大內高手張召重（武春生飾）率兵滅口，同行的紅花會四當家文泰來（郭碧川飾）亦被捕獲。紅花會群雄於總舵推選年青的少舵主陳家洛（張多福飾）為新任總舵主。陳家洛率眾截擊押送文泰來的官兵，途中協助了欲反擊清兵奪回回部真經的木卓倫部，陳家洛與木卓倫之長女霍青桐（劉佳飾）一見鐘情。霍青桐為表謝意願隨陳家洛等人前往中原，眾人於黃河渡口血戰，可惜文泰來的囚車仍得而復失。陳霍二人於杭州偶遇出巡之乾隆，眾人在西湖賞月，引發紅花會與乾隆麾下高手比併。此戰後霍青桐要返回西北，陳家洛欲回鄉祭祖，二人在西湖清晨惜別。陳家洛從亡母信件得知乾隆實為漢人且是自己親兄的秘密，後在父母墳前遇到乾隆，二人到錢塘江一面觀潮一面訴說兄弟情，乾隆願意釋放文泰來，陳家洛亦燒毀了關於乾隆身世的密件。然而乾隆隨後命人圍攻紅花會，紅花會群雄突圍後趁西湖花魁大會之際，施展美人計將乾隆劫至六和塔內。當張召重與官兵進攻六和塔時，心懷不軌的肅親王乘機下令炮轟六和塔，欲使乾隆與紅花會眾人同歸於盡。此時陳家洛捨身救了乾隆，終讓乾隆深受感動，與紅花會締結反清的秘密協議。

## 演員表
| 演員             | 角色           | 備註 |
| ---------------- | -------------- | --- |
| 達式常           | 乾隆           | 滿清皇帝，實為漢人，陳家洛親兄。 |
| 張多福           | 陳家洛         | 年青的新任紅花會總舵主，出身海寧陳家。 |
| 蔣巍             | 少年陳家洛     | 出現於回憶片段，在一些剪輯版本被刪去。 |
| 劉佳             | 霍青桐         | 回部首領木卓倫長女，懂得武功，多次女扮男裝。原著中綽號「翠羽黃衫」，本片中並未提及。                                                         |
| 郭碧川           | 文泰來         | 紅花會四當家，拳法高手，被清廷從西北押至杭州。原著中綽號「奔雷手」，本片中並未提及。                                                         |
| 孫晨曦           | 心硯           | 陳家洛的書僮，懂得武功。 |
| 武春生           | 張召重         | 乾隆麾下大內高手。原著中出身武當派，綽號「火手判官」，本片中並未提及。                                                                       |
| 王洪濤           | 萬亭           | 前任紅花會總舵主，被張召重所殺。 |
| 丁翠華           | 駱冰           | 紅花會高手，文泰來之妻。與文泰來、萬亭一起被官兵圍攻，只有她突圍而出。原著中為十一當家，綽號「鴛鴦刀」，本片中並未提及。使用尺寸相同的雙刀。 |
| 呂永泉           | 無塵           | 紅花會二當家，道長，劍術高手。原著中為獨臂，綽號「追魂奪命劍」，但本片中健全，沒提及綽號。                                                   |
| 余大陸           | 趙半山         | 紅花會三當家，綽號「千臂如來」，暗器高手，與原著相同。                                                                                       |
| 張軍             | 常伯志         | 紅花會五當家，常赫志之兄，使用飛爪。原著中綽號「黑無常」，本片中並未提及。                                                                   |
| 王偉             | 常赫志         | 紅花會六當家，常伯志之弟，使用飛爪。原著中綽號「白無常」，本片中並未提及。                                                                   |
| 陳友旺           | 徐天宏         | 紅花會七當家。原著中綽號「武諸葛」，本片中並未提及，也無具特色的招式及武器。                                                                 |
| 王炳剛           | 楊成協         | 紅花會八當家，死於黃河渡口之戰。原著中綽號「鐵塔」，本片中並未提及，也無具特色的招式及武器。                                                 |
| 傅永才           | 衛春華         | 紅花會高手，使用雙鈎。原著中為九當家，綽號「九命錦豹子」，本片中並未提及。                                                                   |
| 王景秋           | 章進           | 紅花會高手。原著中為十當家，綽號「石敢當」，本片中並未提及，也無具特色的招式及武器。                                                         |
| 任乃常           | 石雙英         | 紅花會高手。原著中為十二當家，綽號「鬼見愁」，本片中並未提及，也無具特色的招式及武器。                                                       |
| 鄭建華           | 蔣四根         | 紅花會高手，使用鐵槳。原著中為十三當家，綽號「銅頭鱷魚」，本片中並未提及。                                                                   |
| 侯長榮           | 余魚同         | 紅花會高手。原著中為十四當家，綽號「金笛秀才」，本片中並未提及，也無具特色的招式及武器。                                                     |
| 莉               | 玉如意         | 杭州著名歌妓，被紅花會用以施展美人計劫走乾隆。                                                                                               |
| 蓋麗麗           | 晴畫           | 海寧陳家的侍女，曾服侍陳家洛。 |
| 石葳             | 奶媽           | 陳家洛的奶媽。 |
| 鄧婕             | 陳母           | 海寧陳家夫人，已故，陳家洛之母。出現於片頭及回憶片段。                                                                                       |
| 管德旺           | 白振           | 乾隆隨從，壯年武者，在西湖被無塵的劍法打得毫無還手之力。原著中是善長鷹爪功的年長頂尖高手，綽號「金爪鐵鈎」，與本片完全不同。                 |
| 王文生           | 龍駿           | |
| 王文升           | 焦文期         | 替清廷護送回部真經的鏢師，死於衛春華的雙鈎。                                                                                                 |
| 楊軍生           | 和坤（和珅）   | 乾隆近臣，善拍馬屁。 |
| 哈迪爾           | 木卓倫         | 回部其中一支的首領，屬白山宗。 |
| 阿尼瓦爾         | 霍阿伊         | 木卓倫之子。 |
| 王敏             | 褚園           | 乾隆隨從，在西湖與心硯、趙半山比試暗器。 |
| 朱藝             | 肅親王（允祿） | 奉太后之命向乾隆追問其與紅花會之瓜葛，後不顧乾隆及李可秀麾下的綠營軍安危，下令八旗軍向六和塔發炮。                                           |
| 張學浩           | 李可秀         | 江浙水陸提督，因漢人身分被肅親王歧視，忠於乾隆，力阻肅親王向六和塔發炮。                                                                     |
| 艾諾（阿依努爾） | 香香公主       | 霍青桐之妹，於下集登場，但名列於上集的宣傳海報上。                                                                                           |

## 製作
本片最初是由左派電影人夏夢（她曾是原作者金庸的夢中情人）牽線找許鞍華拍攝。
許鞍華於1984至86年為本片往返香港與中國內地籌備三年。許鞍華曾提到，籌備時間這麼長是因為她不擅長八十年代初影圈興起的企業化分工模式（仿傚荷里活），對找景點等程序皆親力親為。
攝製組人數約100人，其中只有16人來自香港。
有關製作人員名單，上映時宣傳海報、香港版片頭片尾、內地版片頭片尾，皆有差異。

### 選角
許鞍華表示香港難以找到願意長時間在內地拍攝的演員，而且成本亦高，因此本片全部角色起用中國內地演員。1985年底，大部分角色已選定演員，並齊集天津拍攝造型照及定裝。但戲份甚重的乾隆，及下集重要角色香香主公仍未選定。乾隆一角在開拍前最後關頭才敲定當時已在內地享負盛名的達式常擔演。
許鞍華亦曾在訪問中提到，紅花會群雄個性刻畫不多，是因為演員們演技不足。:4
妓院鴇母一角，劇組曾推選許鞍華親自出演，但許堅拒。:7

### 取景
本片開拍時適逢內地改革開放，可到杭州六和塔等景點實地取景，是早期具有大量內地實景拍攝的香港電影之一。
| 拍攝時間                    | 地區     | 景點                 | 電影場景                           | 備註                                                                           |
| --------------------------- | -------- | -------------------- | ---------------------------------- | ------------------------------------------------------------------------------ |
| 1986年2月底起               | 蘇州     | 拙政園               | 陳家洛回故居安瀾園時的園林景       |                                                                                |
| 1986年2月底起               | 蘇州     | 雕花大樓             | 同上，室內景                       |                                                                                |
| 1986年3月下旬               | 上海青浦 | 大觀園               | 乾隆夜訪妓院、玉如意和衛春華洗澡   |                                                                                |
|                             |          | 平湖                 | 陳家洛和霍青桐夜探巡撫衙門         |                                                                                |
| 1986年4月上旬起             | 杭州     | 錢塘江               | 陳家洛和乾隆觀潮                   | 因拍攝時錢塘江潮水不符預期，劇組搭建兩台設有水槽水閘的廿尺高台，人工製造潮湧。 |
| 1986年4月上旬起             | 杭州     | 西湖                 | 西湖比併                           |                                                                                |
| 1986年4月上旬起             | 杭州     | 靈隱寺               |                                    |                                                                                |
| 1986年4月上旬起             | 杭州     | 飛來峰               |                                    |                                                                                |
| 1986年4月上旬起             | 杭州     | 六和塔               | 六和塔之戰                         |                                                                                |
| 1986年6月下旬               | 揚州     | 瘦西湖               | 花魁大會                           | 許鞍華曾許願如天氣配合，順利完成拍攝，則跳入湖中，結果她最後真有跳入湖中。:9   |
| 1986年7月底至9月底          |          |                      |                                    | 拍攝下集場景                                                                   |
| 1986年9月28日至11月10日     | 吐魯番   | 不明                 | 上集的爭奪真經情節為主             |                                                                                |
| 1986年11月下旬起            | 山西芮城 | 不明                 | 紅花會總舵                         |                                                                                |
| 1986年11月下旬起            | 山西芮城 | 黃河邊               | 黃河渡口之戰                       |                                                                                |
| 1986年12月21日至87年1月24日 | 承德     | 承德避暑山莊         | 上集開首乾隆打獵、下集結尾冰湖之戰 |                                                                                |
| 1987年初農曆新年後至2月25日 | 北京     | 故宮、北京電影廠街道 | 估計下集場景為主                   |                                                                                |
| 1987年初農曆新年後至2月25日 | 遵化     | 東陵、惠陵           | 估計下集場景為主                   |                                                                                |
| 1987年初農曆新年後至2月25日 | 天津     | 某清真寺、長城       | 估計下集場景為主                   |                                                                                |

## 發行
本片於1987年8月13日至8月27日在香港上映共15天，共17間（一說16間）戲院上映，錄得港幣590多萬票房。上下兩集的香港票房合共約港幣1000萬票房，按其所用資源及時間，並不理想。
香港首映禮於普慶戲院舉行，港方出席者包括許鞍華、原作者金庸、出品人傅奇及其妻石慧等，天津電影製片廠廠長張映雪、男主角達式常、下集女主角艾諾（阿依努爾）亦有出席，嘉賓包括張敏儀、楚原、夏夢、徐小明、林青霞、周潤發夫婦、劉志榮夫婦等。
男主角達式常有協助洽談內地的發行事宜。

## 評價
許鞍華作為已成名的香港新浪潮導演代表之一，本片上映前備受注目，如電影雙周刊有不少大篇幅專題報道，然而其武戲文拍的風格，加上起用香港人不熟悉的內地演員，以致票房不佳，在後世亦鮮有被大眾提起。對於選角的失敗，許鞍華曾表示籌備的三年間香港市場對於選角的重要性有很大變化，若是在1985年上映，演員沒名氣的影響會較小。
本片與不少八十年代電影一樣，有著1980年代對香港前途及港人身份認同問題的政治隱喻。但影評人李焯桃認為在1987年香港前途問題已塵埃落定，故本片引不起觀眾共鳴。
本片借乾隆之口反詰陳家洛的反清復漢理想實為破壞太平盛世。影評人游靜等曾討論此片的「反英雄」意識（鄭政恆則稱與原著迥異的結局為「反武俠」），石琪指本片與同年的《人民英雄》、《龍虎風雲》皆屬「反英雄」，且表現導演個人想法重於遷就觀眾口味。李焯桃指「許鞍華每次有電影大獲全勝後，其後的大製作便野心勃勃，有心言志或銳意創新，卻多數吃力不討好，《書劍》和《香香》只是其中一個突出的例子。」石琪又曾指本片對家國民族、政治的看法很「大陸」。:20
作為鮮有由女導演所拍攝的武俠片，且許鞍華向來著眼於女性題材，亦有影評人注意其女性觀點。本片以送別兒子的陳家洛母親作為片頭，盧偉力認為屬於許鞍華一貫的「失母」母題。
鄭政恆曾整理總結以往對此片的多篇評論，包括日本影評人宇田川幸洋的《書劍恩仇錄的歷史實感》等。
許鞍華自己則提到，她高估了杭州、大漠等內地風光對當時香港觀眾的吸引力。

## 獎項及提名
| 年份 | 頒獎典禮            | 獎項         | 名單                                       | 結果 |
| ---- | ------------------- | ------------ | ------------------------------------------ | ---- |
| 1988 | 第7屆香港電影金像獎 | 最佳電影     | 書劍恩仇錄                                 | 提名 |
| 1988 | 第7屆香港電影金像獎 | 最佳導演     | 許鞍華                                     | 提名 |
| 1988 | 第7屆香港電影金像獎 | 最佳男主角   | 達式常                                     | 提名 |
| 1988 | 第7屆香港電影金像獎 | 最佳攝影     | 西木小二（黃仲標）                         | 提名 |
| 1988 | 第7屆香港電影金像獎 | 最佳剪接     | 秋木涼（鄒長根）                           | 提名 |
| 1988 | 第7屆香港電影金像獎 | 最佳美術指導 | 梁華生、朴若木、何群、胡春桐、王硯譜、趙玫 | 提名 |
| 1988 | 巴黎國際婦女電影節  | 特別獎       |                                            | 獲獎 |

## 備註
1. ↑  按上映時的宣傳海報。
2. 1 2 3 4 5 6 7 8 9 10 11 12 13 14 15 16 17 18 19 20 21 22 23 24 25 26  按星光娛樂1990年鐳射影碟版片頭及片尾名單。
3. ↑  按當時李焯桃之訪問，本片編劇最初為邱戴安平，因進度問題後來求得原作者金庸親自另寫大綱，但金庸因事未能繼續，最後由秦洗心（秦天南）接手「從頭做起」（按原文），拍攝皆以秦所寫版本進行，但秦亦表示邱、金之前所寫對他幫助很大[7]。星光娛樂1990年鐳射影碟版片頭名單，將秦洗心列為創作顧問，並未列出編劇一職；將許鞍華、金庸列為編劇，則見於更後期發行的影碟封面。
4. 1 2 3 4  按內地版片尾名單。

## 資料來源
1. 1 2 3 4 5 6  資料室. . 電影雙周刊. 1987, (219): 18.
2. 1 2 3 4 5  香港電影評論學會 (编). . . 香港: 三聯. 2018: 349. ISBN 9789620444197.
3. 1 2 3 4 5 6 7 8  張駿祥; 程季華 (编). . 上海: 上海辭書. 1995: 449-450. ISBN 7532603261.
4. 1 2 3  羅卡 (编). . 香港: 康樂及文化事務署. 2000: 198. ISBN 962-7040-76-2.
5. 1 2 3  李焯桃 (编). . 香港: 市政局. 1988: 105,118. ISBN 962-7040-24-X.
6. 1 2 3 4   (PDF). 香港電影資料館.   [2022-03-06]. （原始内容 (PDF)存档于2012-01-18）.
7. 1 2  李焯桃. . 電影雙周刊. 1987, (221): 24-27.
8. ↑  . キネマ旬報 (日本). 1990-02-15, (1028): 158 （日语）.
9. 1 2 3  資料室. . 電影雙周刊. 1987, (229): 86.
10. 1 2 3 4 5 6  黃愛玲. . 香港電影評論學會 - 香港影評庫. 2012  [2022-03-31]. （原始内容存档于2019-12-24）.
11. 1 2 3 4 5 6  曾肇弘. . 星島日報. 2020-09-24  [2022-03-31]. （原始内容存档于2022-03-31）.
12. 1 2 3 4  . 香港電影資料館.   [2022-03-31]. （原始内容存档于2022-04-03）.
13. 1 2 3 4 5 6 7 8 9  李焯桃. . 電影雙周刊. 1987, (217): 3-5.
14. 1 2  資料室. . 電影雙周刊. 1987, (220): 23.
15. 1 2  逸出. . 電影雙周刊. 1987, (221): 16-17.
16. 1 2 3 4 5 6 7 8 9 10 11 12 13 14 15 16 17 18  舒琪. 梁華生. . 電影雙周刊. 1987, (219): 3-12.
17. 1 2 3 4 5  鄺保威 (编). . . 許鞍華受訪於1996年 增訂版. 香港: 香港藝術發展局. 2009: 35–39. ISBN 9789628532230.
18. ↑  羅卡. . 香港電影評論學會  (编). . 香港: 三聯. 2018: 15. ISBN 9789620444197.
19. 1 2 3 4 5 6 7 8  舒琪、李焯桃. 梁華生. . 電影雙周刊. 1987, (220): 3-10.
20. 1 2 3 4 5  鄭超卓. . 香港電影評論學會  (编). . 整理吳月華、卓男對攝影師黃仲標之訪問. 香港: 三聯. 2018: 223–227. ISBN 9789620444197.
21. 1 2  苏云 (编). . 中国电影家协会、广播电影电视部电影事业管理局编纂. 北京: 中国电影. 1988: 20章28. ISBN 7106003964.
22. 1 2 3  . 大公報 (香港). 1987-08-13: 第六張第廿一版 （中文（香港））.
23. 1 2 3  鄭政恆. . 香港電影評論學會  (编). . 香港: 三聯. 2018: 136–145. ISBN 9789620444197.
24. 1 2 3  陳柏生、林超榮、舒琪、林達達、游靜、石琪. . 電影雙周刊. 1987, (221): 19-21.
25. ↑  譚以諾. . 香港電影評論學會  (编). . 香港: 三聯. 2018: 116. ISBN 9789620444197.
26. 1 2  李焯桃. . 香港電影評論學會  (编). . 香港: 三聯. 2018: 25–26. ISBN 9789620444197.
27. ↑  石琪、羅卡、舒琪、林超榮、李焯桃、張偉雄. . 電影雙周刊. 1988, (230): 7-9.
28. ↑  盧偉力. . 羅卡  (编). . 第廿三屆香港國際電影節專題刊物. 香港: 香港臨時市政局. 1999: 60–64.

## 外部連結
- 香港影庫上《書劍恩仇錄》的資料（繁體中文）
- 互联网电影数据库（IMDb）上《書劍恩仇錄》的资料（英文）
- 豆瓣电影上《書劍恩仇錄》的資料 （简体中文）
- 时光网上《書劍恩仇錄》的資料（简体中文）
- AllMovie上《書劍恩仇錄》的资料（英文）